# Sunja
Sunja (srbsky Суња) je vesnice a sídlo stejnojmenné opčiny v Chorvatsku. Nachází se v Sisacko-moslavinské župě, asi 16 km severovýchodně od Hrvatské Kostajnice a asi 21 km jihovýchodně od Sisaku. V roce 2011 žilo v Sunji 1 412 obyvatel, v celé opčině pak 5 748 obyvatel.
Vesnice leží na stejnojmenné řece Sunji, podle níž je vesnice i celá opčina pojmenována.
V opčině se nachází celkem 40 obydlených vesnic.
- Bestrma – 86 obyvatel
- Bistrač – 40 obyvatel
- Blinjska Greda – 35 obyvatel
- Bobovac – 330 obyvatel
- Brđani Cesta – 135 obyvatel
- Brđani Kosa – 103 obyvatel
- Crkveni Bok – 117 obyvatel
- Čapljani – 37 obyvatel
- Četvrtkovac – 232 obyvatel
- Donja Letina – 30 obyvatel
- Donji Hrastovac – 217 obyvatel
- Drljača – 277 obyvatel
- Gornja Letina – 71 obyvatel
- Gradusa Posavska – 89 obyvatel
- Greda Sunjska – 366 obyvatel
- Ivanjski Bok – 35 obyvatel
- Jasenovčani – 41 obyvatel
- Kinjačka – 213 obyvatel
- Kladari – 7 obyvatel
- Kostreši Šaški – 71 obyvatel
- Krivaj Sunjski – 120 obyvatel
- Mala Gradusa – 20 obyvatel
- Mala Paukova – 39 obyvatel
- Novoselci – 38 obyvatel
- Papići – 56 obyvatel
- Petrinjci – 183 obyvatel
- Pobrđani – 22 obyvatel
- Radonja Luka – 31 obyvatel
- Selišće Sunjsko – 37 obyvatel
- Sjeverovac – 33 obyvatel
- Slovinci – 152 obyvatel
- Staza – 220 obyvatel
- Strmen – 135 obyvatel
- Sunja – 1 412 obyvatel
- Šaš – 307 obyvatel
- Timarci – 119 obyvatel
- Vedro Polje – 119 obyvatel
- Velika Gradusa – 87 obyvatel
- Vukoševac – 21 obyvatel
- Žreme – 65 obyvatel

Opčinou prochází silnice D224.